# Nikki Anderson
Pour les articles homonymes, voir Anderson.
Nikki Anderson est une actrice hongroise de films pornographiques née le 1er mars 1977.

## Biographie
Modèle de charme, elle croise la route du producteur/réalisateur Pierre Woodman alors qu'elle est encore vierge (selon le film Casting X n°3). Celui-ci lui offre d'abord un petit rôle dans la troisième partie de The Pyramid, la production de la compagnie suédoise Private pour lui donner ensuite le premier rôle des deux parties du film Sweet Baby. Elle obtient pour ce film le Hot d'or de la meilleure starlette européenne en 1997. Pendant deux années, elle travaille exclusivement pour Pierre Woodman ; elle le quitte après le tournage de La Fugitive en Australie à la suite d'une dispute entre Woodman et son agent. Elle tourne ensuite avec Christophe Clark pour Gaïa puis avec Rocco Siffredi dans Rocco Never Dies, et enchaîne ensuite les apparitions dans les films de  Private (Profession Porn Actress, The Last Muse, Virtualia) mais aussi de Marc Dorcel (Les Mousquetaires de Sexe et d'Épée, Alexia et Co, À feu et à sexe sur la Riviera) et d'autres. Elle apparaît souvent en tête d'affiche de ces films. Grâce à leur succès et à de nombreuses apparitions dans les magazines X des deux côtés de l'Atlantique, elle devient rapidement l'une des étoiles du X européen.
Elle est récompensée lors des divers festivals du film érotique en Europe sans toutefois jamais recevoir la distinction suprême de meilleure actrice européenne. En 2001, Private a produit une compilation de ses meilleures scènes, intitulée Private life of Nikki Anderson.
En 2002, après plusieurs années passées parmi les étoiles des productions du X européennes, Nikki Anderson a accepté un lucratif contrat de danseuse en Italie où elle a travaillé jusqu'en 2004.

## Récompenses et nominations
- Hot d'or Best European Starlet – 1997
- Hot d'or Best European Actress – 1999, pour L'enjeu du désir
- Penthouse Pet of the Month – Mai 2000

## Filmographie sélective
- Best of Hardball (2006)
- Voyeur's Best Anal Blonde Cocksuckers (2005)
- All Sex 3 (2004)
- The Best by Private 56: Maid to be Laid (2004)
- The Best by Private 64: Private Penthouse Greatest Moments 2 (2004)
- Don Juan (2004)
- J'adore (2004)
- Young Girls in Dark Territory 3 (2004)
- Jaw Breakers (2003)
- The Voyeur's Favorite Blowjobs and Anals 7 (2003)
- Pompa il volume (2002)
- Amplesso (2002)
- Intime ossessioni (2002)
- Cum Shot Starlets (2002)
- Private Lust Treasures 6 (2002)
- Trasgressioni (2002)
- The Witch and the Bitch (2002)
- Private Penthouse Movies: The Last Muse (2001)
- Scacco alla regina (2001)
- 9° comandamento (2001)
- The Best by Private 24: Holiday in and Out (2001)
- Private Casting X 33: Victoria (2001)
- Pulp (2001)
- Punizione, La (2001)
- Roma (2001)
- The Private Life of Nikki Anderson (2001)